# Damon Bailey
Pour les articles homonymes, voir Bailey.
Damon Bailey, né le 21 octobre 1971, à Heltonville, en Indiana, est un ancien joueur et entraîneur américain de basket-ball. Il évolue aux postes de meneur et d'arrière.

## Biographie
En 1997, Damon Bailey est recruté par Pau-Orthez pour pallier la blessure d'Antoine Rigaudeau. Il revient en Béarn l'année suivante pour disputer la finale du championnat de France face au CSP Limoges, une nouvelle fois en tant que pigiste médical.

## Palmarès
- Finaliste des Jeux panaméricains de 1999
- McDonald's All American 1990
- All-CBA First Team 1998
- All-CBA Second Team 1999
- Meilleur passeur CBA 1999